# Birmougrein (departement)
Bir Moghreïn är ett departement i Mauretanien.   Det ligger i regionen Tiris Zemmour, i den norra delen av landet, 1 200 km nordost om huvudstaden Nouakchott.